# Vittorio Munari
 (décembre 2012).
Si vous disposez d'ouvrages ou d'articles de référence ou si vous connaissez des sites web de qualité traitant du thème abordé ici, merci de compléter l'article en donnant les références utiles à sa vérifiabilité et en les liant à la section « Notes et références ».
Pour les articles homonymes, voir Munari.
Vittorio Munari, né le 1er octobre 1951 à Bassano del Grappa, est un joueur et entraîneur italien de rugby à XV. Il exerce aussi les fonctions de dirigeant, journaliste sportif italien.

## Biographie
Vittorio Munari commence sa carrière de joueur dans l'équipe du Petrarca Rugby Padoue, au poste de demi de mêlée ou demi d'ouverture, avec laquelle il gagne le championnat d'Italie 1972-1973. Pendant deux saisons il joue en tant que capitaine dans l'équipe de Casale sul Sile (TV)[pas clair]. À la fin des années 70, il entreprend un pèlerinage dans les temples du rugby mondial, pendant lequel il tisse son réseau de connaissances qu'il entretien toujours. Il commence aussi à accumuler des textes consacrés au rugby dans une collection unique en Italie dans son genre et par sa complétude. En 1980 il conçoit et réalise le magazine Petrarca Rugby News. 
Pendant l'été 1984, à 33 ans, il devient l'entraîneur du Petrarca Rugby Padoue qui gagne le championnat d'Italie trois fois de suite de 1985 à 1987,,, devenant ainsi le plus jeune entraîneur italien à gagner le titre. Il est rejoint à Padoue par David Campese. Munari reste à Padoue jusqu'à la saison 1987-1988 où l'équipe atteint la demi-finale. Entre 1992 et 1998 il prend les rênes du Petrarca Rugby, en recouvrant, entre autres, les rôles de Directeur Général à PDG. En 1993 il entraîne la sélection mondiale à l'occasion du dernier match, disputé à Pretoria, de Naas Botha. La même année il est appelé par Keith Rowlands de l'International Rugby Board pour faire partie du Technical Advisory Commitee[Quoi ?], chargé de proposer une série de modifications des règles du rugby à XV.
En 1995 il revient au Petrarca Rugby pour 5 ans avec un rôle central dans la structure du club[Lequel ?]. Pendant cette période, en 1997, il devient à nouveau entraîneur, dix ans après sa première expérience, menant à deux reprises l'équipe jusqu'à la finale du championnat en 1998 et 1999. Durant cette période, il est aussi conseiller de la Fédération italienne de rugby à XV (FIR) de 1987 à 1996. En 1997 il entraîne pour la deuxième fois la sélection mondiale, à Sydney, à l'occasion du dernier match de David Campese.
Après une période consacrée à la mise à jour de ses compétences techniques, il devient en 2002 directeur général du Benetton Rugby Trévise. Pendant les huit saisons passées avec le club, l'équipe est toujours finaliste du championnat italien, en le reportant six fois, elle décroche toujours la qualification pour la Coupe d'Europe, et gagne deux Coupes d'Italie et deux éditions de la Super Coupe d'Italie. Lors de la saison 2009-2010 le Benetton Rugby réalise le triplé en remportant ces trois compétitions nationales majeures.
Depuis plusieurs années il est commentateur de rugby international. Il écrit pour les journaux La Gazzetta dello Sport, Il Giornale, le Corriere della Sera, Il Gazzettino et il commente des rencontres de rugby pour TV Koper-Capodistria, Telepiù et la Rai. Actuellement il est commentateur pour Sky souvent associé avec Antonio Raimondi. Il commente notamment les rencontres des cinq dernières éditions de la Coupe du monde, dont la finale de l'édition du 1995 entre l'Afrique du Sud et la Nouvelle-Zélande.